# Distretto di Qalat
Il distretto di Qalat è un distretto dell'Afghanistan appartenente alla provincia dello Zabol. Conta una popolazione di circa 34.300 abitanti (dati 2013).